# Подольская улица (Москва)
Подо́льская у́лица — улица на юго-востоке Москвы в ЮВАО в районе Марьино между улицей Перерва и Донецкой улицей.
Нумерация домов начинается от улицы Перерва.

## Происхождение названия
Название присвоено постановлением № 865 от 27 марта 1980 г. Улица названа по городу Подольск, расположенному к югу от Москвы, в Московской области.

## Расположение
Подольская улица располагается между улицей улицей Перерва и Донецкой улицей. Нумерация домов — от улицы Перерва.
Подольская улица начинается как продолжение улицы Перерва, после её поворота. Заканчивается Подольская улица на пересечении с Донецкой улицей; после перекрёстка Подольская продолжается уже как Новочеркасский бульвар.

## Здания и сооружения
Всего: 34 дома.
| - 1 - 1к2 - 2 - 3 - 4 - 5 - 6 - 7 - 7с2 | - 8 - 9 - 11 - 13 - 13с3 - 13с4 - 15 - 15а - 17 | - 17с3 - 17с4 - 18 - 19 - 21 - 23 - 25 - 27к1 - 27к1с2 | - 27к1с3 - 27к2 - 27к3 - 27к4 - 29 - 31 - 33 - 33с2 | - 22 - 23 - 23с2 - 26 - 27 - 28 - 29 - 30 - 31 |

По нечётной стороне:
- 1-й микрорайон Марьино

## Учреждения на улице
Отдел внутренних дел по району Марьино ЮВАО города Москвы (ОВД района Марьино):
Подольская улица, дом 8
Отделение по району Марьино ОУФМС России по городу Москве в ЮВАО:
Подольская улица, дом 8

## Транспорт

### Автобус
По улице проходят автобусы (с остановками «Подольская улица, 33», «Подольская улица» и «Подольская улица, 1»):
- 625: станция МЦД «Перерва» — станция метро «Братиславская»
- 657: станция метро «Марьино» — Цимлянская улица
- 957: станция метро «Марьино» — Поречная улица, 10

### Метро
- «Марьино» Люблинско-Дмитровской линии — в 2130 метрах на юго-восток от пересечения с улицей Нижние поля.
- «Братиславская» Люблинско-Дмитровской линии — в 2630 метрах.

## Железнодорожный транспорт
В 650 метрах от северного конца улицы располагается платформа Перерва.
В 300 метрах от западного конца улицы располагается платформа Курьяново.